# 探马赤
探马赤（？—1282年），元朝将领。秃立不带氏。
探马赤开始随从没赤征伐四川。元宪宗八年（1258年），随纽璘攻涪州（治今重庆市涪陵区），率军二千于马湖江击败南宋水军。于横江、嘉定、宣化三县建造浮桥，军队直达成都。以才干受命领兵千人，从万户昔力答攻碉门、黎州、雅州、吐蕃等地。中统四年（1263年），授蒙古汉军万户。至元九年（1272年）从也速带儿征建都，独率锐卒一千五百人与建都兵战于梅子岭（今四川西昌附近），大破建都兵，建都势蹙请降。又随从汪田哥、忽敦等攻占嘉定、重庆、泸州、叙州等地，以功授崇庆府达鲁花赤。

## 延伸阅读
[在维基数据编辑]
 《元史/卷132》，出自宋濂《元史》
 《新元史/卷164》，出自柯劭忞《新元史》